# Monts de la Tchouna
Les monts de la Tchouna (en russe : Чунатундра, Tchounatoundra) sont une chaîne de montagnes qui s'étend dans l'oblast de Mourmansk, en Russie lapone. Chaîne de la péninsule de Kola à l'ouest du lac Imandra, son point culminant est le mont Ebroutchorr avec 1 114 mètres d'altitude. 